# Torquigener pleurogramma
Torquigener pleurogramma is een straalvinnige vissensoort uit de familie van kogelvissen (Tetraodontidae). De wetenschappelijke naam van de soort is voor het eerst geldig gepubliceerd in 1903 door Regan.